# پورتو سن خوزه
پورتو سان خوزه (به اسپانیایی: Puerto San José) یک منطقهٔ مسکونی در گواتمالا است که در Escuintla Department واقع شده‌است. پورتو سان خوزه ۲۰٬۰۰۰ نفر جمعیت دارد.